# Torneig d'escacs de Londres de 1883
El Torneig d'escacs de Londres de 1883 fou un fort torneig d'escacs al qual hi participaren la majoria dels millors escaquistes del moment. Fou guanyat de manera convincent per Johannes Zukertort (22 punts sobre 26), per davant de Wilhelm Steinitz (amb 19 punts). Remarcablement, Zukertort es va assegurar la victòria a tres rondes del final, quan havia puntuat un espectacular 22/23. Després, va perdre les seves darreres partides contra jugadors relativament febles, probablement degut l'esgotament. El torneig va confirmar Zukertort com a rival de Steinitz per la consideració de millor jugador del món, i va provocar el matx pel Campionat del món d'escacs de 1886 entre ells dos (fou el primer matx oficial pel Campionat del món).
El torneig es va jugar per sistema round-robin a doble volta. Marmaduke Wyvill va contribuir a organitzar-lo. El torneig és notable també en tant que fou el primer en què s'usaren rellotges d'escacs de doble esfera, manufacturats per T.B. Wilson de Manchester.
Hi ha una història que relata una anècdota que suposadament va ocórrer en el banquet que es va fer durant el torneig, quan el president del St. George Chess Club va proposar un brindis pel millor jugador d'escacs del món, i tant Steinitz com Zukertort es van posar dempeus alhora per agrair-li. Recerques fetes per Edward Winter suggereixen que aquesta història ha estat exagerada.
El llibre del torneig fou dedicat al Príncep Leopold, Duc d'Albany, pel seu mecenatge.

## Quadre de resultats i classificació
Aquest és el quadre de classificació del torneig, amb els resultats creuats:
| #  | Jugador                                           | 1  | 2  | 3  | 4  | 5  | 6  | 7  | 8  | 9  | 10 | 11 | 12 | 13 | 14 | Total |
| 1  | Johannes Zukertort Imperi Alemany / Polònia       |    | 01 | 11 | 11 | 10 | 11 | 11 | 11 | 11 | 11 | 11 | 10 | 10 | 11 | 22    |
| 2  | Wilhelm Steinitz Regne Unit / Bohèmia             | 10 |    | 01 | 00 | 11 | 01 | 11 | 00 | 11 | 11 | 11 | 11 | 11 | 11 | 19    |
| 3  | Joseph Henry Blackburne Regne Unit / Anglaterra   | 00 | 10 |    | 01 | 00 | 10 | 11 | 10 | ½1 | 01 | 11 | 11 | 11 | 11 | 16½   |
| 4  | Mikhaïl Txigorin Imperi Rus                       | 00 | 11 | 10 |    | 11 | 01 | 01 | 01 | 10 | 10 | 10 | 11 | 10 | 11 | 16    |
| 5  | George Henry Mackenzie Estats Units / Escòcia     | 01 | 00 | 11 | 00 |    | ½½ | 01 | 01 | 01 | 01 | 11 | ½1 | 11 | 11 | 15½   |
| 6  | Berthold Englisch Àustria-Hongria / Silèsia txeca | 00 | 10 | 01 | 10 | ½½ |    | 00 | ½1 | 01 | 01 | 11 | 11 | 11 | 11 | 15½   |
| 7  | James Mason Estats Units / Irlanda                | 00 | 00 | 00 | 10 | 10 | 11 |    | 10 | 10 | 11 | ½1 | 11 | 11 | 11 | 15½   |
| 8  | Samuel Rosenthal França / Polònia                 | 00 | 11 | 01 | 10 | 10 | ½0 | 01 |    | ½1 | 10 | 01 | 01 | 11 | 11 | 15    |
| 9  | Szymon Winawer Imperi Rus                         | 00 | 00 | ½0 | 01 | 10 | 10 | 01 | ½0 |    | 01 | 10 | 11 | 11 | 11 | 13    |
| 10 | Henry Edward Bird Regne Unit / Anglaterra         | 00 | 00 | 10 | 01 | 10 | 10 | 00 | 01 | 10 | -- | 00 | 11 | 11 | 11 | 12    |
| 11 | Josef Noa Àustria-Hongria / Hongria               | 00 | 00 | 00 | 01 | 00 | 00 | ½0 | 10 | 01 | 11 |    | 01 | 11 | 01 | 9½    |
| 12 | Alexander Sellman Estats Units                    | 01 | 00 | 00 | 00 | ½0 | 00 | 00 | 10 | 00 | 00 | 10 |    | 11 | 01 | 6½    |
| 13 | James Mortimer Regne Unit / Estats Units          | 01 | 00 | 00 | 01 | 00 | 00 | 00 | 00 | 00 | 00 | 00 | 00 |    | 01 | 3     |
| 14 | Arthur Skipworth Regne Unit / Anglaterra          | 00 | 00 | 00 | 00 | 00 | 00 | 00 | 00 | 00 | 00 | 10 | 10 | 10 |    | 3     |

En aquest torneig una partida que acabés en taules, es jugava novament com a mínim dos cops. La tercera partida després de dues taules comptava per la classificació, fos quin fos el resultat.